# ثمام عصوي
الثمام العصوي نبات عشبي معمر ينتمي لجنس الثمام من الفصيلة النجيلية وموطنه الأصلي أمريكا الشمالية. اسمه العلمي (باللاتينية: Panicum virgatum). يعتبر أحد محاصيل الطاقة الواعدة.